# Rhododendron cuspidellum
Rhododendron cuspidellum är en ljungväxtart som beskrevs av Herman Otto Sleumer. Rhododendron cuspidellum ingår i släktet rododendron, och familjen ljungväxter. Inga underarter finns listade i Catalogue of Life.